# Coupe des clubs champions de l'océan Indien
La Coupe des clubs champions de l'océan Indien ou Tournoi de l'UFFOI est une compétition annuelle lancée en 2011 par l'UFFOI. Elle regroupe les champions nationaux des pays ou îles de l'océan Indien tels que les Comores, La Réunion, Madagascar, Mayotte, Maurice et les Seychelles.

## Histoire
La première édition (2011) a constitué une phase inaugurale et expérimentale. L'idée que les clubs de l'océan Indien ne parviennent pas à rivaliser avec les équipes du continent à pousser l'UFFOI à créer cette compétition. Le 1er vainqueur de cette coupe fut l'US Stade Tamponnaise vainqueur de la CNAPS Sport Football Itasy. 
La 2e édition verra le CNAPS Sport Football Itasy remporté le trophée, vainqueur 3-0 au match retour (défaite 2-1 à l'aller) face à la Saint-Pauloise FC. En 2013 c'est le Tana FC qui remporte la troisième édition vainqueur en finale de l'équipe seychelloise de Côte d'Or. La saison (2014) après un an d'absence, le CNAPS Sport récupère son titre après avoir battu l'US Sainte-Marienne aux tirs au but (3 tab à 4). Le Cnaps conservera son titre face à la Saint-Pauloise FC qu'elle avait déjà battu auparavant en 2012. 

## Palmarès
| Édition | Saison | Vainqueur            | Finaliste          | Score                   |
| ------- | ------ | -------------------- | ------------------ | ----------------------- |
| 1e      | 2011   | US Stade Tamponnaise | CNaPS Sport        | 1 - 0 / 1 - 0           |
| 2e      | 2012   | CNaPS Sport          | Saint-Pauloise FC  | 1 - 2 / 3 - 0           |
| 3e      | 2013   | Tana Formation Club  | Côte d'Or FC       | 2 - 0 / 4 - 0           |
| 4e      | 2014   | CNaPS Sport (2)      | US Sainte-Marienne | 1 - 1 / 1 - 1 (4-2 tab) |
| 5e      | 2015   | CNaPS Sport (3)      | Saint-Pauloise FC  | 1 - 1 / 5 - 2           |